# 策武镇
策武镇是中国福建省龙岩市长汀县下辖的一个镇。位于县境中部，距县城14公里。319国道过境。
农业主产水稻、薯类、大豆，兼产烟叶、油萘、西瓜、竹木。境内有“长岭寨战斗胜利纪念碑”。

## 历史沿革
1949年设第十二区，1956年改策田乡，1960年改公社，1984年复置乡。2011年，更名为策武镇。

## 行政区划
策武乡共辖14个行政村，分别是：
策星村、策田村、林田村、当坑村、高田村、红江村、德联村、陈坊村、河梁村、李城村、李田村、南坑村、南溪村和黄馆村。

## 交通
- 赣瑞龙铁路：长汀南站